# Aufguss
L'Aufguss (anche löyly, ventilazione, gettata di vapore) è un'operazione in uso tra chi fa la sauna, soprattutto nei paesi di lingua tedesca. Consiste nel versare dell'acqua (o del ghiaccio) mescolata ad essenze aromatiche o balsamiche sulle pietre della stufa, in modo da produrre un forte getto di vapore molto caldo e impregnato delle essenze eventualmente utilizzate.
Un addetto aumenta lo stimolo termico con colpi di asciugamano indirizzati verso le persone. La differenza tra l'Aufguss (di tradizione tedesca) e il löyly (nordico) è che il primo viene eseguito ad intervalli regolari da un incaricato del centro, mentre il secondo non ha orari e schemi precisi e può essere effettuato da uno qualunque degli ospiti. Inoltre il löyly ha anche una componente spirituale (il respiro della sauna) che fa parte della cultura finlandese.
La sauna ideale per gli Aufguss è la Achtecksauna (sauna a pianta ottagonale), con la stufa posizionata al centro della stanza.

## Procedimento
L'appuntamento con l'Aufguss tradizionale, solitamente allo scadere di ogni ora, viene ricordato dal suono di una campanella o dalla chiamata dell'addetto. Quando i partecipanti hanno preso posto nella sauna, l'Aufgussmeister ("maestro di Aufguss") chiude la porta e procede alla presentazione della cerimonia.
Avvicina alla stufa un secchiello in legno pieno d'acqua, oppure ghiaccio (triturato o in cubetti), oppure neve fresca, ne raccoglie una parte con il mestolo, aggiunge l'aroma e versa il tutto sulle pietre bollenti. Le essenze più usate sono il limone, l'arancio, la cannella, la lavanda, il pino, l'eucalipto, la menta e le spezie orientali: ne viene utilizzata una diversa per ogni versamento. Siccome l'acqua volatilizza immediatamente, si rischia di bruciare gli oli essenziali usati per aromatizzare, quindi si preferisce utilizzare il ghiaccio che, sciogliendosi più lentamente, dà modo all'olio di evaporare correttamente.
L'aria diventa umida e un leggero vapore si dirige verso l'alto. Il “maestro” comincia a creare delle turbolenze con l'asciugamano, facendolo volteggiare davanti e sopra la stufa. Poi dirige il flusso dell'aria calda verso le persone: ci sono alcune mosse classiche come l'Herumwirbeln (elicottero), l'Herunterschlagen (colpo secco dall'alto al basso) e il Damenspende (colpetti dal basso all'alto), ma l'intensità e la durata sono sempre differenti.
Il rito prevede normalmente tre cicli di versamento dell'acqua e ventilazione, durante i quali si rimane in silenzio e non si dovrebbe entrare o uscire. Eventualmente si incoraggia e si ringrazia il "maestro" con un applauso o con un “bravo”. In caso non si riesca a sopportare il calore ci si può spostare verso il basso. Al termine del terzo giro si dovrebbe restare ancora un attimo in sauna. La durata totale del trattamento è di circa 7/12 minuti e durante l'Aufguss la temperatura della sauna non aumenta, l'aumento percepito è dato dal vapore. 
All'uscita dall'Aufguss è prevista una doccia fredda per igiene (iniziando a bagnarsi dal basso onde evitare eccessivo stress per il corpo), una rinfrescata nella tinozza gelata (immergendo sempre prima i piedi e arrivando lentamente alla testa), una sciacquata col secchio (mai sulla testa), una passeggiata all'esterno, facendo comunque attenzione agli shock termici e ai movimenti bruschi. 
Alcune varianti dell'Aufguss prevedono la distribuzione di cubetti di ghiaccio per rinfrescarsi, di miele o di sale da applicare sul corpo, di frutta o verdura per dissetarsi e idratarsi. Altra possibilità è il Wenik-Aufguss (Birken-Aufguss): nella tradizione finlandese e della sauna russa si usano rametti di betulla per frustare e stimolare la pelle e per forzare la circolazione dell'aria al posto dell'asciugamano, con vapore aromatizzato all'essenza di betulla (birkenwasser). Infine in Russia si usa diluire nell'acqua la vodka o più spesso la birra.
Infine chi lo desidera può indossare durante l'Aufguss un cappello da sauna in lana cotta: esistono ancora artigiani che li producono a mano, oppure si possono acquistare nei negozi specializzati.